# Domy szkieletowe na Zawadach w Poznaniu
Zespół domów szkieletowych na Zawadach – pięć zagród konstrukcji szkieletowej, stanowiących pozostałość wiejskiej zabudowy poznańskich Zawad. Znajdują się przy ul. Zawady 3, 11, 19, 21 i 27.

## Obiekty istniejące
Domy wraz z zagrodami są pozostałością dawnej kapitulnej wsi Zawady. Pochodzą w większości z ostatniej ćwierci XIX wieku, a zbudowano je po wielkiej powodzi w 1888, która w dużym stopniu zniszczyła poprzednią zabudowę okolicy. Na przedpolu twierdzy poznańskiej pozwalano jednak wznosić jedynie budynki o lekkiej, szkieletowej konstrukcji. Budynek pod numerem 21 jest znacznie starszy i pochodzi z końca XVIII wieku. Jest to dawna karczma Pod jagnięciem, wzniesiona w konstrukcji słupowo-ramowej. Z tyłu posesji na początku XX wieku zbudowano kręgielnię, która funkcjonowała do końca 1940 roku. Z wyjątkiem domu nr 27 wszystkie ustawione są kalenicowo w stosunku do drogi (ul. Zawady). Dawniej na brukowane podwórza prowadziła specjalna brama. Za podwórzem lokalizowano ogród. Domy 3 i 21 są otynkowane. Formą zdobienia są okiennice, opaski okienne i drzwiowe, czy też pazdury. W większości sień prowadzi na przestrzał, a budynek jest dwutraktowy. 

## Obiekt nieistniejący
Do czasów obecnych nie dotrwał dwukondygnacyjny budynek z muru pruskiego zlokalizowany dawniej pod adresem Zawady 38, zbudowany w 1900 przez Antoniego Słupińskiego. Rodzina Słupińskich opuściła obiekt w 2001, przeprowadziwszy się do Antoninka. Odtąd dom niszczał. 1 stycznia 2002 okoliczni mieszkańcy zaczęli go stopniowo rozbierać. Konstrukcja była na tyle wytrzymała, że stał nadal, pozbawiony dwóch ścian. Wkrótce został ostatecznie rozebrany. Pozostały po nim dwie lipy zasadzone w 1946 przez Antoniego Słupińskiego z okazji narodzin syna i córki.

## Sąsiedztwo
W sąsiedztwie starych domów wznosi się osiedle galeriowców – przykład architektury wczesnego modernizmu. Dawniej istniało tu też osiedle socjalne dla bezrobotnych.